# Witold Adamuszek
Witold Adamuszek (ur. 14 grudnia 1916 w Kluczach, zm. 2003) – polski rolnik, poseł na Sejm PRL IV i V kadencji.

## Życiorys
Uzyskał wykształcenie średnie, z zawodu rolnik. W latach 30. należał do Komunistycznej Partii Polski.
Był I sekretarzem Komitetu Powiatowego Polskiej Zjednoczonej Partii Robotniczej w Nowym Sączu w latach 1959–1967, odpowiedzialny za eksperyment sądecki. W 1965 i 1969 uzyskiwał mandat posła na Sejm PRL w okręgu Nowy Sącz. Przez dwie kadencje zasiadał w Komisji Zdrowia i Kultury Fizycznej, a w trakcie V kadencji ponadto zasiadał w Komisji Leśnictwa i Przemysłu Drzewnego.
Uchwałą radnych Nowego Sącza 20 marca 2018 Witold Adamuszek utracił tytuł honorowego obywatela miasta nadany uchwałą nr XXII/64/68 Miejskiej Rady Narodowej w Nowym Sączu z dnia 28 marca 1968 r.

## Ordery i odznaczenia
- Order Sztandaru Pracy II klasy (1969)[5]
- Krzyż Kawalerski Orderu Odrodzenia Polski
- Złoty Krzyż Zasługi
- Srebrny Krzyż Zasługi (12 kwietnia 1948)[6]
- Brązowy Krzyż Zasługi (12 czerwca 1946)[7]
- Krzyż Partyzancki
- Medal „Za zasługi dla obronności kraju”
- Odznaka 1000-lecia Państwa Polskiego[8]
- Złote Odznaczenie im. Janka Krasickiego